# Scharndorf
Scharndorf osztrák község Alsó-Ausztria Bruck an der Leitha-i járásában. 2022 januárjában 1227 lakosa volt. 

## Elhelyezkedése

Scharndorf a Bruck an der Leitha-i járásban

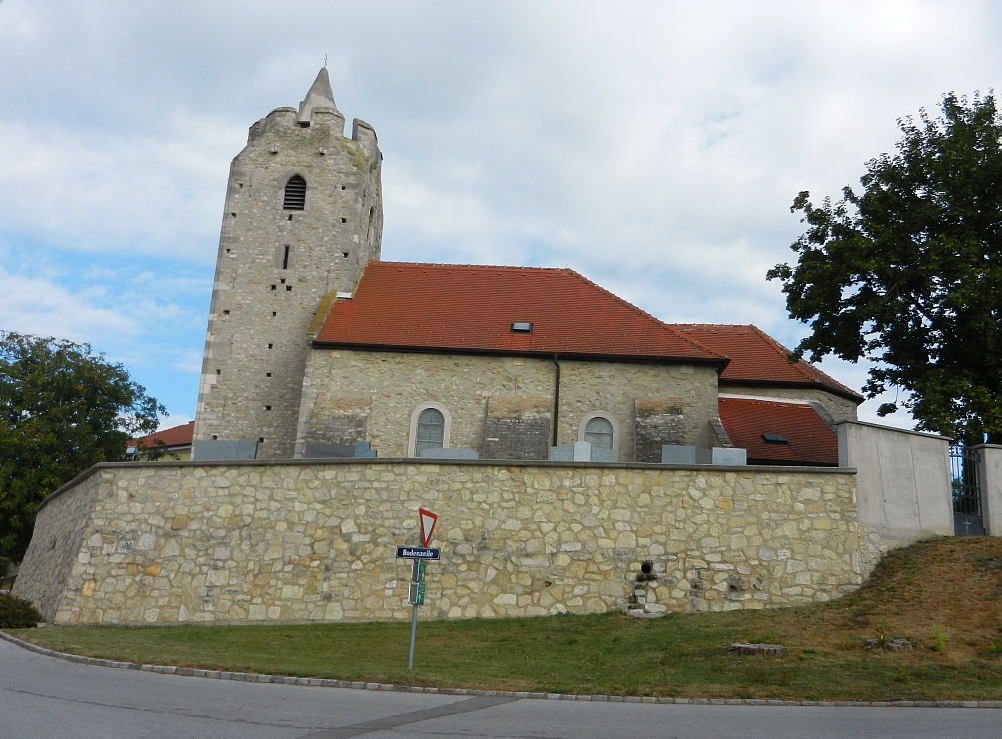
A Szt. Margit-plébániatemplom

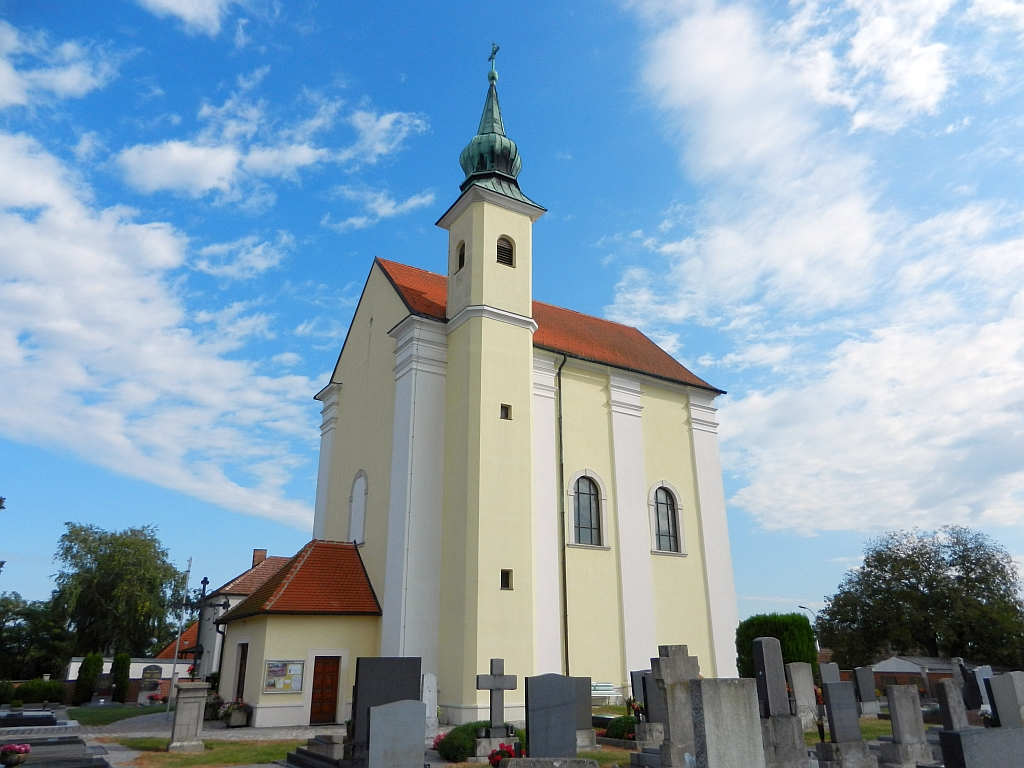
A Szt. Jakab-plébániatemplom

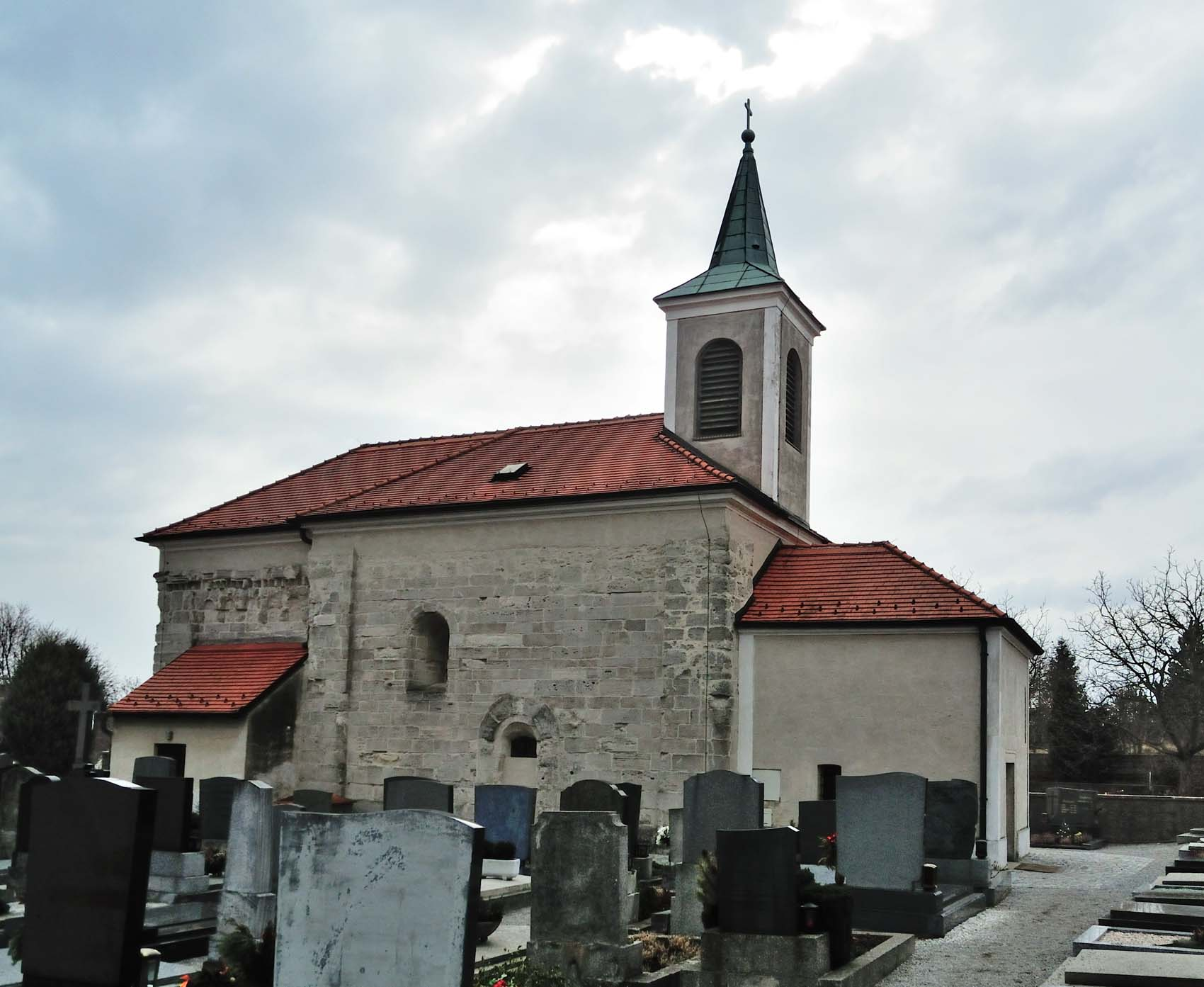
A Szt. Miklós-plébániatemplom

Scharndorf a tartomány Industrieviertel régiójában fekszik, a Bécsi-medencében, a Duna jobb partján. Területének 18,3%-a erdő, 67,8% áll mezőgazdasági művelés alatt. Az önkormányzat 3 települést egyesít: Regelsbrunn (342 lakos 2022-ben), Scharndorf (439) és Wildungsmauer (446).
A környező önkormányzatok: keletre Petronell-Carnuntum, délkeletre Rohrau, délre Höflein, nyugatra Haslau-Maria Ellend, északnyugatra Orth an der Donau, északra Eckartsau.

## Története
Az ókorban a község területe a római Pannonia provinciához tartozott. A scharndorfi torony, amely ma a katolikus templom része, 1043 körül épült. Scharndorfot 1072-ben említik először a göttweigi apátság urbáriumában. 
Bécs 1529-es első török ostromakor a falu lakóit vagy megölték vagy elhurcolták. Scharndorfot csak 1540-ben telepítették be újra a törökök elől menekülő horvátokkal. 1659-ben a falut pestisjárvány sújtotta, majd 1683-ban, Bécs második török ostroma során ismét elpusztult. 
Az 1848-as forradalom után felszámolták a feudális birtokokat és megalakulhatott a községi önkormányzat. 1866-ban egy nagy tűzvészben leégett a falu nyugati része. 1972-ben a szomszédos Regelsbrunn és Wildungsmauer községek csatlakoztak Scharndorfhoz. 

## Lakosság
A scharndorfi önkormányzat területén 2022 januárjában 1227 fő élt. A lakosságszám 1961 óta enyhén gyarapodó tendenciát mutat. 2020-ban az ittlakók 90,4%-a volt osztrák állampolgár; a külföldiek közül 2,1% a régi (2004 előtti), 6,2% az új EU-tagállamokból érkezett. 0,7% az egykori Jugoszlávia (Szlovénia és Horvátország nélkül) vagy Törökország, 0,7% egyéb országok polgára volt. 2001-ben a lakosok 86,1%-a római katolikusnak, 2,2% evangélikusnak, 9,5% pedig felekezeten kívülinek vallotta magát. Ugyanekkor a legnagyobb nemzetiségi csoportot a németek (96%) mellett a magyarok alkották 0,6%-kal.
A népesség változása:

| 2016 | 1 161 |
| 2018 | 1 159 |

## Látnivalók
- a scharndorfi Szt. Margit-plébániatemplom
- a regelsbrunni Szt. Jakab-plébániatemplom
- a wildungsmaueri Szt. Miklós-plébániatemplom
- a Duna-parti erdők a Donau-Auen Nemzeti Park részei

## Fordítás
- Ez a szócikk részben vagy egészben  a   Scharndorf című német Wikipédia-szócikk ezen változatának fordításán alapul.  Az eredeti cikk szerkesztőit annak laptörténete sorolja fel. Ez a jelzés csupán a megfogalmazás eredetét és a szerzői jogokat jelzi, nem szolgál a cikkben szereplő információk forrásmegjelöléseként.